# 胡傳
胡傳（1841年—1895年8月22日），原名守珊，字鐵花，號鈍夫，大清安徽省徽州府績溪縣上庄村人，清朝官員，曾任臺灣臺南鹽務提調、臺東直隸州代理知州。其幼子為民國學界泰斗胡適。

## 生平
家業茶商，家道殷實。1858年通過上海縣試，1859年松江府試中試，遭逢太平天國之變，元配馮氏罹難，後續娶曹氏。胡鐵花亦協助督辦團練，以抵抗太平軍。
1868年入上海龍門書院，師從劉熙載。而後五次參加鄉試皆未中舉人，遂放棄科舉之途，前往中國东北寧古塔，結識寧古塔副都容山和寧古塔邊務欽差大臣吳大澂，後受吳大澂推薦，走上仕途，擔任五常廳撫民同知，因丁憂守喪回鄉。後追隨吳大澂，先後前往海南、協助治理黃河，及辦理江蘇稅務。此一期間，續娶馮順弟，即胡適生母。
1891年，奉調臺灣擔任「全臺營務處總巡」，考察臺灣防務，隨後又擔任臺南鹽務總局提調兼辦安嘉總館，辦理臺南鹽務。期間將妻兒接至臺灣，故胡適幼時亦曾在臺灣生活。
1893年，代理臺東直隸州知州，兼統鎮海後軍各營屯，任職期間大力整頓軍紀，曾嘗試嚴禁鴉片但成效不彰。
1895年大清於甲午戰爭戰敗並割讓台灣予日本，清廷真除其知州職務並將其召回。胡傳先將家眷送回內地，自身繼續留在臺灣，輾轉於東部山區及臺南之間意圖繼續抗日；同年7月因腳氣病病情嚴重惡化終於棄守內渡，8月於廈門病逝。胡适回憶錄称：「我父亲在台东办后山的防务，电报已不通，饷源已断绝。那时他已经得脚气病，左脚已不能行动。他守到闰五月初三日，始离开后山。到安平时，刘永福苦苦留他帮忙，不肯放行。到六月廿五日，他双脚都不能动了，刘永福始放他行。六月廿八日到厦门，手足俱不能动了。七月初三日他死在厦门，成为东亚第一个民主国的一个牺牲者！」

## 著作
胡傳著作有《台東州采訪冊》及《臺灣日記與稟啟》。其中記載：「臺灣自議開山以來，十有八年矣。剿則無功；撫則罔效；墾則並無尺土寸地報請升科；防則徒為富紳土豪保護茶寮、田寮、腦寮，而不能禁兇番出草。」又說「埔里所屬有南番，有北番。南番歸化久，初亦不茲事。北番出，則軍民爭殺之；即官欲招撫，民亦不從……。民殺番，即屠而賣其肉，每肉一兩值錢二十文，買者爭先恐後，頃刻而盡；煎熬其骨為膏，謂之『番膏』，價極貴。官示禁，而民亦不從也。」這些記載，記下了臺灣原住民因為反抗官府所保護的富紳土豪侵占其領域奪取山林資源，而對漢人出草獵首，遭到漢人報復性的殺害，最後竟然食其肉的歷史。

## 紀念
拜其子所賜，胡傳是歷任臺東知州中知名度最高的一位，臺東現有舊站前鐵花路及鯉魚山忠烈祠旁「清臺東直隸州州官胡鐵花紀念碑」作紀念。